# جون ستيل (سياسي)
جون ستيل (بالإنجليزية: John Steele)‏ هو سياسي أمريكي، ولد في 16 نوفمبر 1764، وتوفي في 14 أغسطس 1815. انتخب عضو مجلس نواب كارولينا الشمالية وانتخب عضو مجلس النواب الأمريكي.

## وفاته
توفي ستيل في 14 أغسطس 1815 في مسقط رأسه سالزبوري. في نفس اليوم ، تم انتخابه مرة أخرى لمجلس العموم بولاية نورث كارولينا.

## ميراث
تم إدراج منزله في السجل الوطني للأماكن التاريخية في عام 1994